# Amadou & Mariam
Amadou & Mariam foi uma dupla musical cega do Mali, composta por Amadou Bagayoko (guitarra e vocais), (24 de outubro de 1954 – 4 de abril de 2025) e Mariam Doumbia (vocais), nascida em 15 de abril de 1958. Ambos nasceram em Bamaco. Além de parceiros musicais, eles também eram casados.
Amadou perdeu a visão aos 15 anos; Mariam ficou cega aos 5 anos, como consequência de um caso de sarampo não tratado. Conhecidos como "o casal cego do Mali", eles se conheceram no Instituto para Jovens Cegos do Mali, onde ambos se apresentavam na Orquestra Eclipse, dirigida por Idrissa Soumaouro. Lá, descobriram que compartilhavam o mesmo amor pela música.
A dupla ganhou notoriedade no início dos anos 2000, especialmente junto ao público francês, com a canção "Dimanche à Bamako". O álbum Welcome to Mali (2008) foi indicado ao Grammy de Melhor Álbum de World Music Contemporânea, em 2010. Eles se apresentaram juntos até a morte de Bagayoko, em 2025. Sua música foi descrita como "uma mistura eletrizante de blues e rock com ritmos africanos tradicionais", e eles se tornaram "uma das exportações musicais mais bem-sucedidas da África".

## Pano de fundo
Amadou Bagayoko nasceu em 24 de outubro de 1954 e sua esposa, Mariam Doumbia, em 15 de abril de 1958. Amadou perdeu sua visão aos dezesseis anos de idade, enquanto Marriam ficou cega aos cinco anos, vítima do não tratamento de sarampo. Conheceram-se no Instituto para Jovens Cegos do Mali, onde ambos tocaram na orquestra da instituição, dirigida por Idrissa Soumaoro. Lá, perceberam que compartilhavam interesse em música. Casaram-se em 1980, tendo depois disso 3 filhos. Passaram a tocar juntos em 1983.

## Trajetória musical
Antes de conhecer Mariam, Amadou já era músico, tocando guitarra na banda Les Ambassadeurs du Motel de Bamako entre 1974 e 1980. A banda foi muito popular na região oeste do continente africano. 

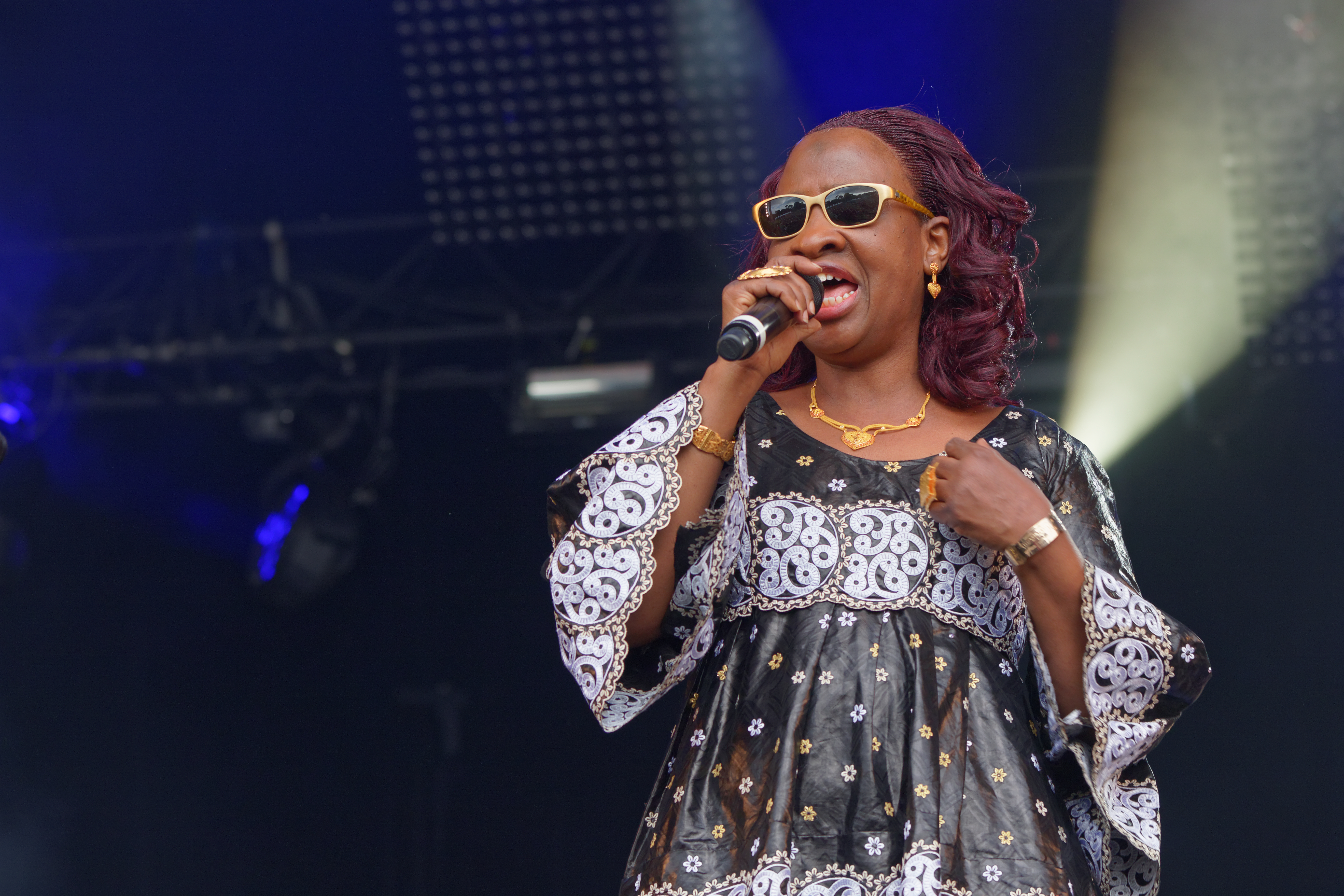
Mariam Doumbia em 2016.

#### Anos 1980
Em 1986, frustrados com a falta de oportunidades para eles no Mali, mudaram-se para a cidade de Abidjan na Costa do Marfim. Lá, lançaram uma série de cassetes que logo alcançou popularidade regional e, pouco a pouco, internacional. Durante as viagens que fizeram neste período, chegaram a conhecer Stevie Wonder.

#### Anos 1990
Em 1996, se mudaram para Paris e assinaram contrato com a Polygram. O primeiro album lançado internacionalmente, Sou Ni Tile (1999), havia sido lançado em cassete no ano anterior e obteve considerável sucesso através do single Je pense a toi, que alcançou popularidade na França. Tal sucesso fez o som de Amadou & Mariam chegar aos ouvidos do cantor e produtor Manu Chao que não só se tornou fã, como passou a apoiar a dupla.

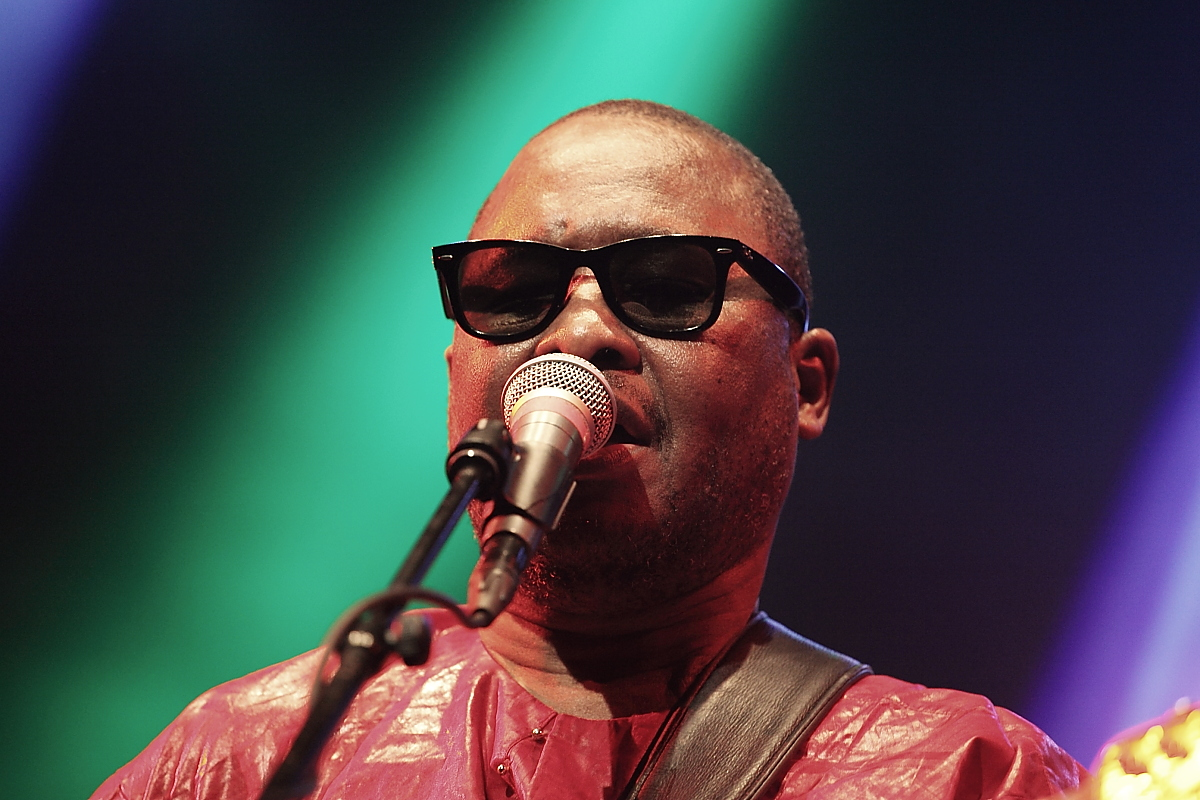
Amadou Bagayoko em show em Barcelona, 2017.

#### Anos 2000
Em 2005, Manu Chao produziu o quinto album de Amadou & Mariam, o Dimanche à Bamako (2005). Neste álbum, cujo título traduzido do francês é "Domingo em Bamako", a música Senegal Fast Food, em conjunto com o cantor, alcançou a 28ª posição nas paradas musicais francesas.
Em duas ocasiões performaram em shows de abertura da Copa do Mundo FIFA, primeiramente em 2006, na Alemanha e, posteriormente, em 2010, na África do Sul. A música Celebrate the Day, em conjunto com Herbert Grönemeyer foi um dos temas oficiais da Copa de 2006 entrando para a Lista de Canções da Copa do Mundo FIFA.
Apresentaram-se na cerimônia do Prêmio Nobel da Paz de 2009.

## Estilo musical
As gravações iniciais da dupla nas décadas de 1980 e 1990 apresentaram apenas arranjos de guitarra e voz gravados em fitas cassetes. Nas palavras de Amadou, essa simplicidade tinha como objetivo manter a essência da música. A partir da terceira gravação em cassete, eles passaram a incorporar outros sons com a adição de uma banda. O primeiro album, Se Te Djon Ye (1999) inaugura a sonoridade de fusão de ritmos pela qual o duo passou a ficar conhecido: uma mistura da música tradicional do Mali, principalmente, por meio da percusão do povo Dogon, com as sonoridades orientais do Neys (Oriente Médio) e Tablas (Índia) e o som da guitarra, violino e trompete. Em conjunto, esses elementos são chamados de "Afro-blues".
"Bem, nós queremos mesclar sons. É o jeito que tocamos e combinados esses instrumentos tradicionais, pois queremos tocar a música do Mali, mas com influências que a façam internacional e universal. Então, nós tentamos tocar a guitarra como o ngoni, um instrumental tradicional de cordas. Creio que essa mistura é o que faz a sonoridade ser universal" Amadou Bagayoko em entrevista para a Revista Pitchfork em 2006.
Além do blues-rock, Amadou & Mariam tiveram como grandes influências os artistas malineses Ali Farka Toure and Oumou Sangare para o seu estilo musical. O cantor Manu Chao, além de auto-declarado fã e também produtor da dupla, aproxima-se do som de Amadou & Mariam por meio da fusão de estilos musicais de várias origens étnicas e nacionais.

## Discografia

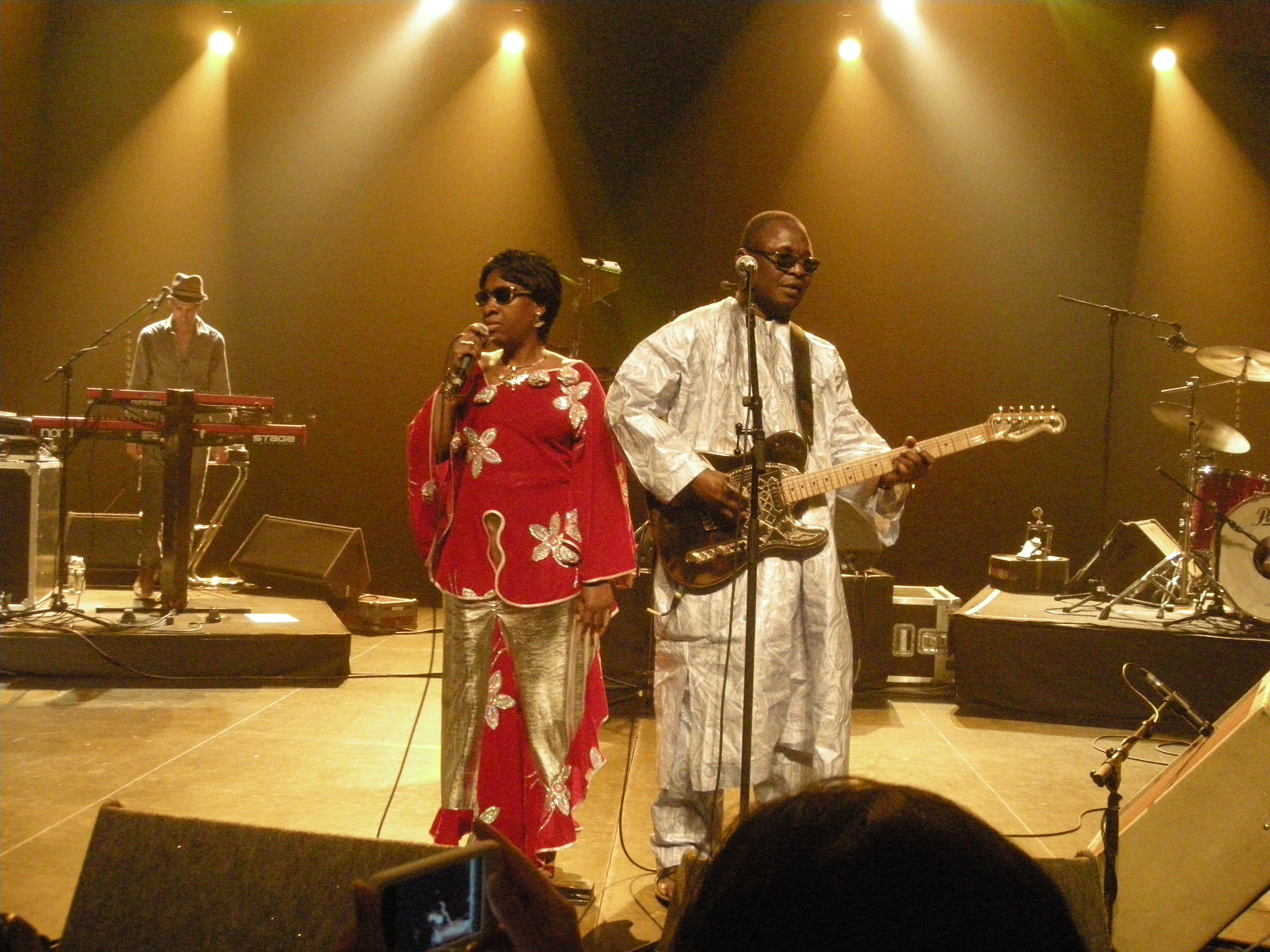
Amadou & Mariam, 2009.

### Álbuns de estúdio

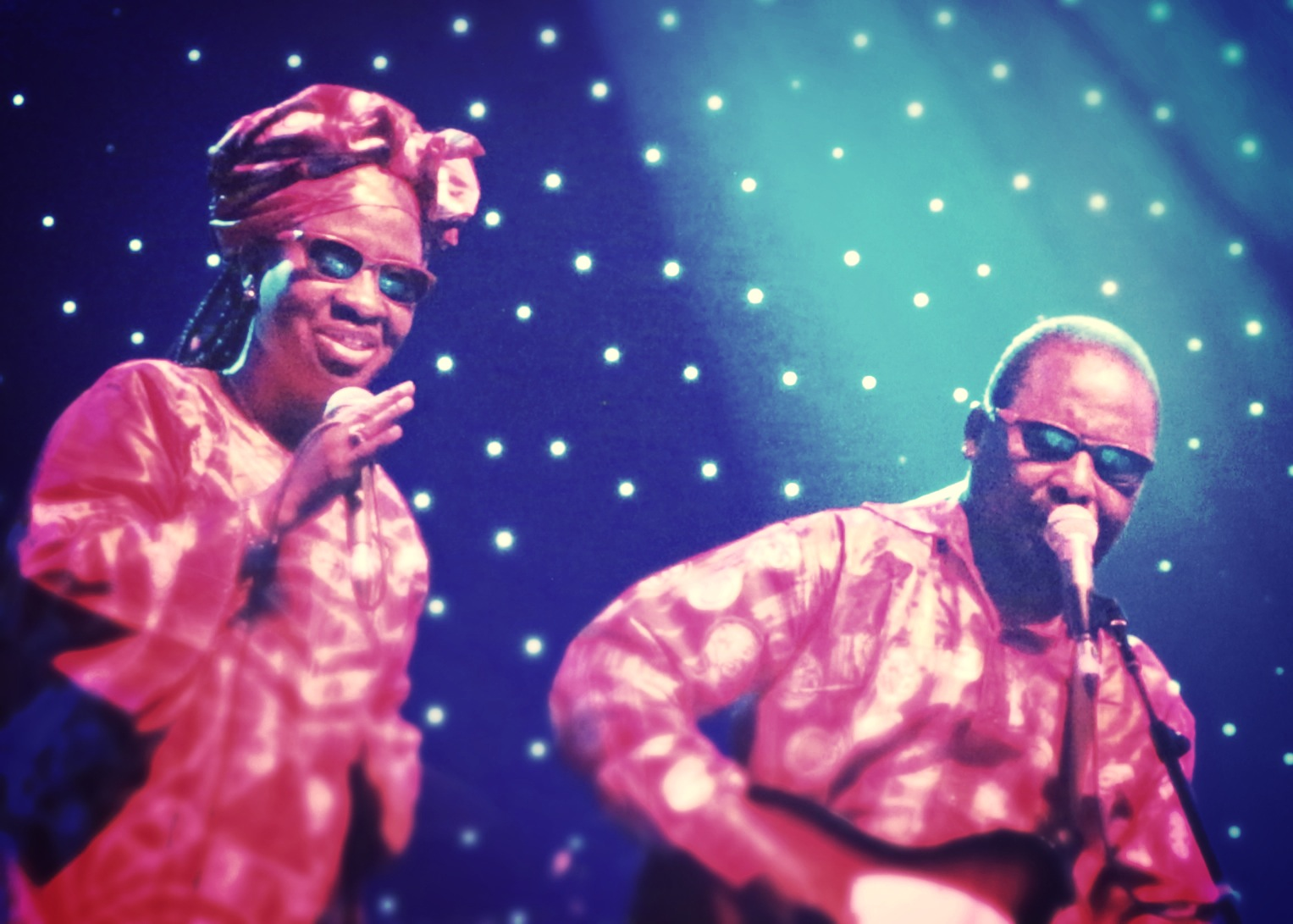
Amadou & Mariam, 2013.

- 1999: Se Te Djon Ye
- 1999: Sou Ni Tile
- 2000: Tjé Ni Mousso
- 2003: Wati
- 2005: Dimanche à Bamako
- 2006: Les années maliennes
- 2008: Welcome to Mali
- 2012: Folila
- 2017: La Confusion

### Coletâneas
- 2005: Je pense à toi: The Best of Amadou & Mariam
- 2006: 1990–1995 Le Meilleur des Années Maliennes
- 2007: Paris Bamako (DVD + CD 12 titres live)
- 2009: The Magic Couple: The Best of Amadou & Mariam 1997–2002

#### Outras Contribuições
- 2006, Voices from the FIFA World Cup
- 2010: The Rough Guide To Desert Blues

## Nomeações e premiações

#### Nomeações do Grammy
Os álbuns Dimanche à Bamako (2005), Welcome To Mali (2008) e Folila (2012) foram nomeados para o prêmio Grammy de Melhor Álbum em categorias relacionadas à World Music, respectivamente, nos anos de 2006, 2009 e 2012.

#### Prêmio da BBC Radio 3
Dimanche à Bamako (2005) recebeu da BBC Radio 3 o prêmio de melhor álbum de World Music no ano de 2006.

#### Melhor Àlbum na França
Dimanche à Bamako (2005) foi premiado o melhor álbum mundial do ano pela Les Victoire de la Musique, premiação francesa equivalente ao Grammy Award.

## Engajamento social

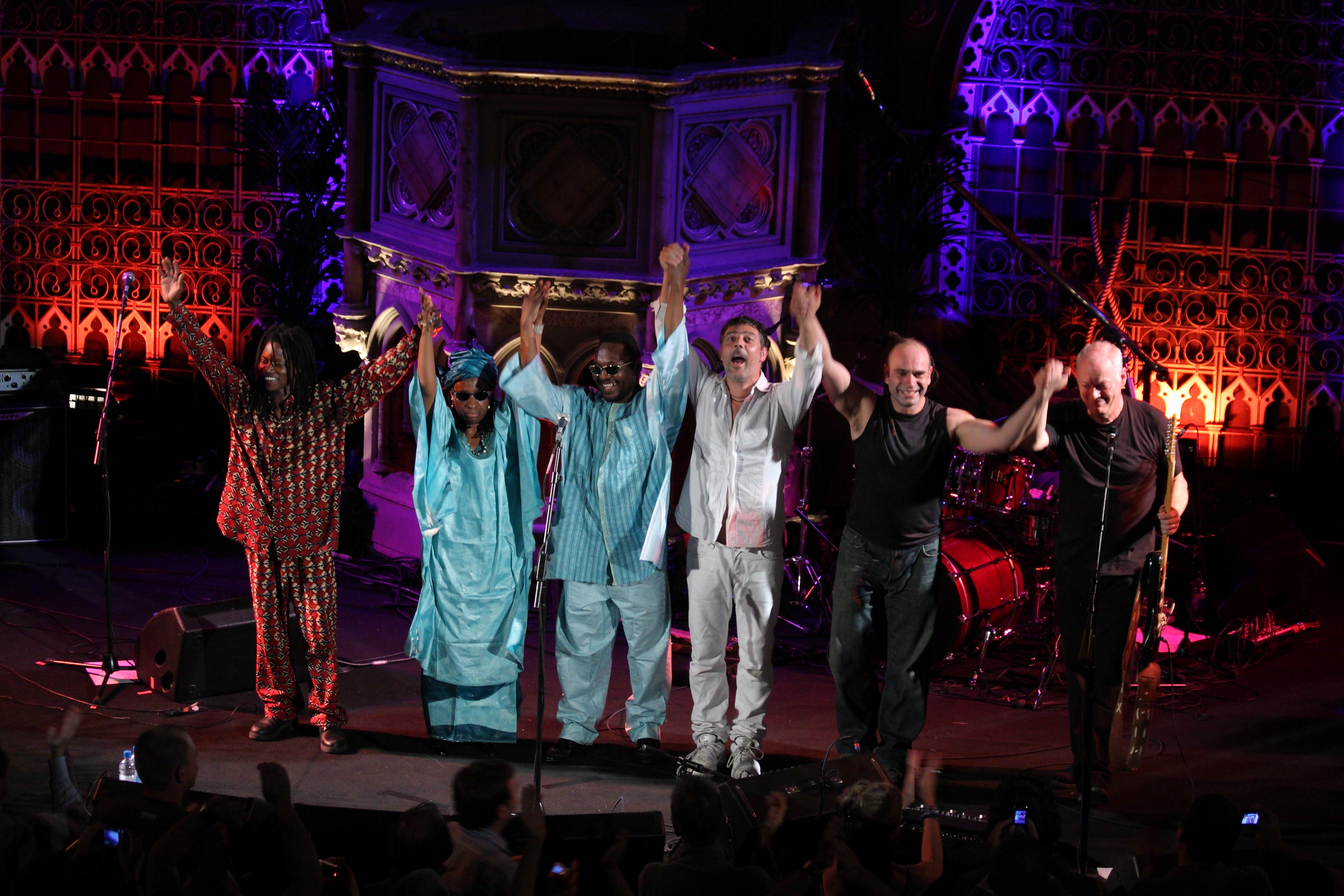
Amadou & Mariam e banda em colaboração com David Gilmour, 2009.

Em 2009, Amadou & Mariam fizeram uma colaboração musical com David Gilmour, guitarrista e vocalista da banda Pink Floyd. Eles realizaram um show na Union Chapel em Islington, Londres, como parte uma campanha de caridade inglesa, chamada "Crisis", sobre a crise de moradia no país, como forma de ressaltar o problema da invisibilidade da população sem-teto.
No ano de 2010, Amadou & Mariam viajaram para o Haiti, como embaixadores do Programa Mundial da Alimentação da Organização das Nações Unidas (ONU), após o terremoto ocorrido em janeiro daquele ano. Ao estar lá, afirmaram que sua intenção era conversar com a população haitiana para, posteriormente, levar as demandas locais à União Europeia e, ainda, conscientizar para o problema da fome mundial por meio de suas canções. A partir desta experiência lançaram a música Lebendela, que significa "as crianças são o futuro". Ao falar sobre o significado da música, Mariam ressaltou a importância da solidariedade do mundo todo na luta contra a fome. A escolha do casal como embaixadores da ONU se deu como forma de reconhecimento da mensagem de solidariedade e esperança características de suas músicas.